# 케빈 헌
제임스 프레더릭 브리든스틴(James Frederick Bridenstine, 1961년 12월 4일 ~ )는 미국의 정치인이다.

## 학력
- 아칸소 테크 대학 이학사
- 조지아 공과대학교
- 아칸소 대학 리틀록 경영학 석사

## 경력
- 록히드 마틴 엔지니어
- 2018.11 ~ 제115~대 미국 오클라호마 제1선거구 연방하원의원
- 2023.01 ~ 2025.01 공화당 연구위원회 의장
- 2025.01 ~ 하원 공화당 정책위원회 의장

## 역대 선거 결과
| 선거명      | 직책명                          | 대수  | 정당   | 득표율 | 득표수    | 결과 | 당락                       |
| ----------- | ------------------------------- | ----- | ------ | ------ | --------- | ---- | -------------------------- |
| 2018년 선거 | 하원의원 (오클라호마 제1선거구) | 116대 | 공화당 | 59.30% | 150,129표 | 1위  | 오클라호마주 하원의원 당선 |
| 2020년 선거 | 하원의원 (오클라호마 제1선거구) | 117대 | 공화당 | 63.70% | 213,700표 | 1위  | 오클라호마주 하원의원 당선 |
| 2022년 선거 | 하원의원 (오클라호마 제1선거구) | 118대 | 공화당 | 61.16% | 142,800표 | 1위  | 오클라호마주 하원의원 당선 |
| 2024년 선거 | 하원의원 (오클라호마 제1선거구) | 119대 | 공화당 | 60.43% | 188,832표 | 1위  | 오클라호마주 하원의원 당선 |